# 코임브라필료티티
코임브라필료티티(Callicebus coimbrai)는 신세계원숭이에 속하는 티티원숭이의 일종이다. 브라질의 세르지피 주의 낙엽성 산림 지대에서 발견된다. 고바야시 슈지가 처음 발견했다. 현재 분류된 아종은 없다. 모든 신열대구 영장류들 중에서 가장 멸종 위험이 높은 종의 하나로 간주된다. 이 종의 이름은, 리우데자네이루 영장류 센터의 창설자이자 이사였던 아델마르 코임브라-필료의 이름을 딴 것으로, 브라질의 영장류동물학과 생물학 분야에서의 그의 업적을 기리기 위한 것이었다.